# Cerapachys rufithorax
Cerapachys rufithorax é uma espécie de formiga do gênero Cerapachys.